# Dans la peau d'une souris
Pour plus de détails, voir Fiche technique et Distribution.
Dans la peau d'une souris (The Mouse That Jack Built) est un court métrage d'animation américain de la série Merrie Melodies, réalisé par Robert McKimson et produit par la Warner Bros. Cartoons, sorti en 1959.